# Commelinidae
Cet article concerne la sous-classe en nomenclature botanique. Pour le clade en classification APG III, voir Commelinidées.
Sous-classe
Classification APG III (2009)
Les Commelinidae sont une sous-classe des plantes monocotylédones.
Dans la classification classique de Cronquist (1981), elle est divisée en sept ordres :
- Commelinales
- Cyperales
- Eriocaulales
- Hydatellales
- Juncales
- Restionales
- Typhales

Les classification phylogénétique APG II (2003) et classification phylogénétique APG III (2009) ont introduit le clade des commelinids en anglais, plus volontiers nommée sous son nom français Commelinidées[réf. nécessaire].